# Janet Leigh
Janet Leigh, egentligen Jeanette Helen Morrison, född 6 juli 1927 i Merced, Kalifornien, död 3 oktober 2004 i Beverly Hills, Kalifornien, var en amerikansk skådespelare.

## Biografi
Janet Leigh var enda barnet till en försäkringsagent. Hon var gift för andra gången och studerade musik vid College of the Pacific när hon upptäcktes av Norma Shearer och 1947 skrev hon kontrakt med filmbolaget MGM. Med sitt fräscha, söta utseende hade hon roller som rara, oskyldiga flickor i en rad filmer. Hon fick en mer sexig framtoning sedan hon 1951 gift sig med skådespelaren Tony Curtis, ett äktenskap som slutade i skilsmässa 1962. Hon och Curtis fick två barn tillsammans, Kelly Curtis född 1956 och Jamie Lee Curtis född 1958.
Med åren förbättrades Leighs spelsätt och hon visade prov på dramatisk talang i Orson Welles En djävulsk fälla. Hennes mest kända roll är som mordoffret Marion Crane i Alfred Hitchcocks Psycho från 1960. Under 1950-talet rankades hon bland Hollywoods ledande stjärnor.

## Filmografi i urval
- 1949 – Unga kvinnor
- 1949 – Holiday Affair
- 1951 – Två biljetter till Broadway
- 1952 – Scaramouche – de tusen äventyrens man
- 1953 – Den nakna sporren
- 1953 – Broadway dansar och ler
- 1953 – Houdini – utbrytarkungen
- 1954 – Hur tokigt som helst
- 1955 – Pete Kelly's Blues
- 1955 – Min syster Eileen
- 1957 – Det finns inga gränser
- 1958 – En djävulsk fälla
- 1960 – Psycho
- 1962 – Hjärntvättad
- 1963 – Bye Bye Birdie
- 1963 – Hustrur och älskare
- 1966 – Harper - En kille på hugget
- 1966 – Vi ses i helvetet, älskling
- 1967 – Storslam 70
- 1972 – Night of the Lepus
- 1975 – Columbo (TV-serie) (avsnittet "Forgotten Lady", säsong 5, avsnitt 1)
- 1979 – Boardwalk
- 1980 – Dimman
- 1987 – Mord och inga visor (TV-serie) (avsnittet "Doom with a View", säsong 4, avsnitt 11)
- 1998 – Halloween H20

## Bilder

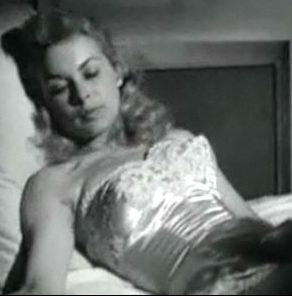
Janet Leigh som Susan Vargas i En djävulsk fälla.
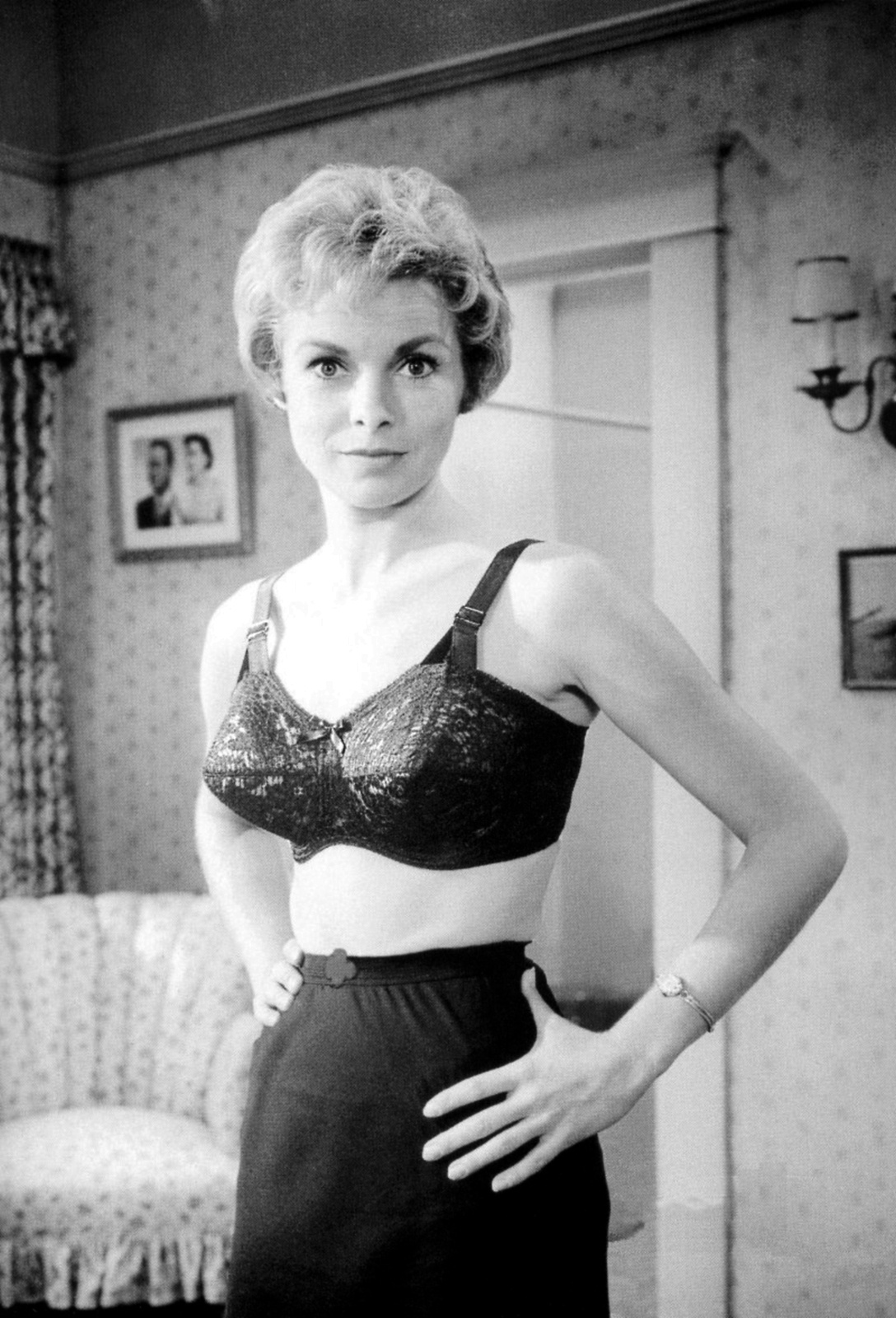
Janet Leigh som Marion Crane i Psycho.
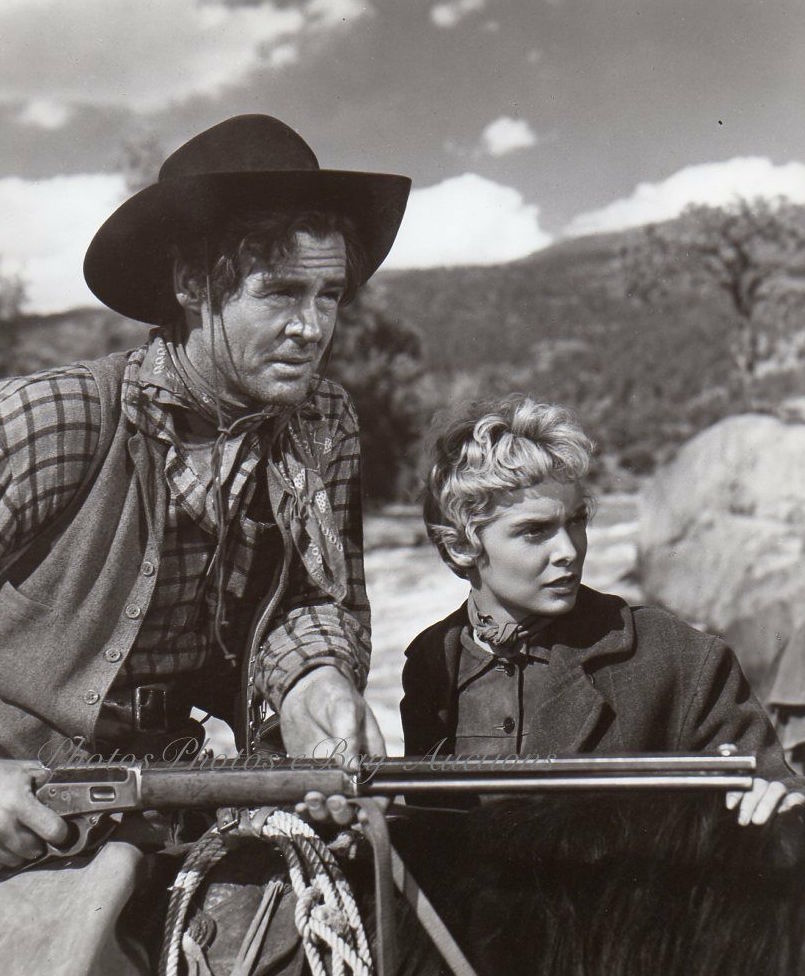
Robert Ryan och Janet Leigh i Den nakna sporren från 1953.